# Ján Országh
Ján Országh (Kláštor pod Znievom, 16 maggio 1816 – Turčiansky Ďur, 22 ottobre 1888) è stato un presbitero e attivista slovacco.

## Biografia
Studiò teologia a Banská Bystrica e a Pest; nel 1839 fu ordinato presbitero. Fra il 1839 e il 1844 fu viceparroco in numerosi luoghi della Banská Bystrica, dal 1844 al 1849 fu prefetto degli studi e professore di diritto canonico al seminario di Banská Bystrica.
Prese parte attiva al movimento nazionale slovacco, si impegnò nella redazione del Memorandum della nazione slovacca del 1861. Fu uno dei fondatori della Matica slovenská di cui fu vicepresidente dal 1863 al 1866. Fu sostenitore e mecenate del liceo di Kláštor pod Znievom, si impegnò anche nella Società di Sant'Adalberto (Spolok sv. Vojtecha), un circolo nazionale slovacco. Fu oratore dotato, conoscitore della storia e promotore della stampa slovacca.